# Escuadrón IX
El Escuadrón IX es una unidad de la I Brigada Aérea de la Fuerza Aérea Argentina creada en el año 2021. Está compuesta por el avión Boeing 737NG T-99 "Islas Malvinas", en tanto que se espera incorporar más aviones B-737 de cara al futuro.

## Historia
La unidad fue concebida el 27 de abril de 2021, siendo creada por la llegada del Boeing 737  "Islas Malvinas" de la Fuerza Aérea Argentina.
A lo largo de los años, la unidad ha participado de ejercicios, traslados de brigadistas por incendios y enviado personal argentino a misiones de paz, entre otras tareas.
Con motivo del conflicto israeli-palestino de 2023, la unidad formó parte de la Operación “Regreso Seguro”, realizando la evacuación de ciudadanos argentinos desde el aeropuerto de Tel Aviv hacia la ciudad de Roma (Italia). 

## Equipamiento
- 1 Boeing 737 Next Generation (T-99)